# Diplosoma lafargueae
Diplosoma lafargueae är en sjöpungsart som beskrevs av Vazquez 1993. Diplosoma lafargueae ingår i släktet Diplosoma och familjen Didemnidae. Inga underarter finns listade i Catalogue of Life.